# Xã North, Quận Pennington, Minnesota
Xã North (tiếng Anh: North Township) là một xã thuộc quận Pennington, tiểu bang Minnesota, Hoa Kỳ. Năm 2010, dân số của xã này là 708 người.